# RealMedia
RealMedia — проприетарный стандарт на потоковое вещание и на формат медиафайлов, принадлежащий фирме «RealNetworks Products and Services».

## Применения
Файлы RealMedia обычно имеют расширение *.RM, *.RAM или *.RMVB. 
В этом формате можно встретить музыку и видео в сети Интернет или в западных кабельных каналах. 
В среде смартфонов и сотовых телефонов данный стандарт поддерживают аппараты Nokia и Sony Ericsson.
Программ для перекодировки из realmedia в другие форматы существует много. Наиболее известные: Adobe Premiere PRO, Quicktime PRO, Real HELIX Producer, RealProducer Plus.

## Основные преимущества
- Начиная с версии 6, долго оставался единственным из всех существующих стандартов вещания, позволявшим осуществлять произвольную «перемотку» по оси времени лежащих на http-сервере файлов, в том числе и при работе через прокси. Это обусловило активное выкладывание пользователями RealMedia-файлов на дешёвых и бесплатных хостингах. По мере развития других форматов вещания и, в особенности, Flash Player’a, а также по мере развития предоставляемых услуг хостинга, данное преимущество полностью сошло на нет;
- Приемлемые качество изображения и разборчивость речи при сверхнизких битрейтах видеопотока. Маленький размер выходного файла означает прежде всего низкий трафик, требуемый для его трансляции по каналам связи, поэтому в качестве стандарта де-факто RealMedia держался весьма долго;
- Низкие процессорные мощности, необходимые для воспроизведения потока с низким битрейтом;
- 100-процентная совместимость старых файлов и потоков с новыми версиями плеера;
- Возможность включения в поток слайд-шоу, текстовой информации, интерактивных элементов. Функциональность RealMedia потока ранних версий значительно превышала таковую у конкурентов и, теоретически, позволяла создавать не менее развитые интерфейсно проекты, нежели нынешний (версии 8+) Flash.

## Основные недостатки
- Низкое качество изображения даже по сравнению с устаревшими версиями Divx;
- Фирменный плеер RealPlayer при установке и каждом последующем запуске прописывает в автозагрузку много "мусора".
- Отсутствие локализаций плеера для многих языков;
- Отсутствие официального кодека, способного работать через интерфейс DirectShow. В сочетании с предыдущим недостатком делает малоприменимым на полностью многоязычных сайтах;
- Долгое время не существовало версии плеера под UNIX/Linux. Существующие же ныне версии неполнофункциональны по отзывам многих пользователей;
- Закрытость формата.